# Warnsignal (Buchreihe)
Warnsignal oder auch Warnsignale ist eine wissenschaftliche Buchreihe zu globalen meeresökologischen, limnologischen und klimatischen Themen. Der erste Band der Reihe erschien 1990. Die Bände werden von José L. Lozán (Wissenschaftliche Auswertungen, Biozentrum Grindel, Universität Hamburg) gemeinsam mit der Zeitschrift GEO herausgegeben. In den als Paperback erscheinenden Publikationen schreiben Wissenschaftler unterschiedlicher Fachrichtungen Beiträge zu drängenden aktuellen Aspekten des Themas.

## Hintergrund
Die Bücher der Reihe sind als populärwissenschaftliche Informationen mit fundiertem wissenschaftlichem Hintergrund konzipiert. Den Herausgebern geht es darum, wissenschaftliche Fakten von Experten zusammenzutragen, um vor aktuellen Entwicklungen der Natur- und Umweltzerstörung und vor allem des Klimawandels zu warnen. Durch die Aktualität der Beiträge werden rezente Entwicklungen wissenschaftlich fundiert dargestellt und Handlungsalternativen und Projekte vorgestellt. Das Motto war immer »Wissenschaftler informieren direkt« und das Ziel war, der Öffentlichkeit Informationen aus erster Hand zur Verfügung zu stellen. Die Beiträge werden vor der Veröffentlichung begutachtet.
Besonders der Band Warnsignale aus dem Wattenmeer sorgte für große Aufmerksamkeit in Fachkreisen, da hier biologische, ökologische, umweltchemische und direkte Umweltzerstörung zu einem aktuellen und unabhängigen Zustandsbericht zur „Gesundheit“ des Deutschen Wattenmeeres zusammengetragen wurde. Inzwischen sind 19 Bände erschienen und die letzten befassen sich mit verschiedenen Aspekten des Klimawandels: Die Meere, die Gesundheit, das Eis der Erde, das Wasser, Pflanzen und Tiere, die Biodiversität, die Städte und die Wetterextreme. Im Jahr 2020, 30 Jahren nach Erscheinen des 1. Bands, erschien Warnsignal Klima: die Hochgebirge im Wandel. Zurzeit ist der 20. Band in Arbeit über das Thema Boden und Landnutzung.

## Autoren
Die Autoren der Beiträge sind Wissenschaftler (zum Beispiel des Alfred-Wegener-Instituts, des Potsdam-Institut für Klimafolgenforschung, des Max-Planck-Institut für Meteorologie, der Universität Hamburg, des Umweltbundesamtes (UBA) und anderer Institutionen) oder Verantwortliche in Nichtregierungsorganisationen (BUND, WWF u. a.). Etwa 1.500 Wissenschaftler aus rund 350 Institutionen mit ca. 750 Beiträgen haben sich bis jetzt daran beteiligt.

## Bisher erschienen
- J. L. Lozán, W. Lenz, E. Rachor (Hrsg.): Warnsignale aus der Nordsee. Wissenschaftliche Fakten. Parey, Berlin 1990, ISBN 3-489-64634-7.
- J. L. Lozán, E. Rachor, K. Reise, H. v. Westernhagen, W. Lenz (Hrsg.): Warnsignale aus dem Wattenmeer. Wissenschaftliche Fakten. Blackwell, Berlin 1994, ISBN 3-8263-3025-0.
- J. L. Lozàn, R. Lampe, W. Matthäus, E. Rachor (Hrsg.): Warnsignale aus der Ostsee, Blackwell, Berlin 1996, ISBN 3-8263-3086-2.
- J. L. Lozán, H. Kausch (Hrsg.): Warnsignale aus Flüssen und Ästuaren. Parey, Berlin 1996, ISBN 3-8263-3085-4.
- J. L. Lozán, H. Graßl, Peter Hupfer (Hrsg.): Warnsignal Klima: Das Klima des 21. Jahrhunderts. Wissenschaftliche Auswertungen, Hamburg 1998, ISBN 3-00-002925-7.
- J. L. Lozán, E. Rachor, K. Reise, H. v. Westernhagen, W. Lenz (Hrsg.): Warnsignale aus Nordsee und Wattenmeer: Eine aktuelle Umweltbilanz, 2003, ISBN 3-00-010166-7.
- J. L. Lozán, H. Graßl, P. Hupfer, Chr.-D. Schönwiese, L. Menzel (Hrsg.): Warnsignal Klima: Genug Wasser für alle? Wissenschaftliche Auswertungen, Hamburg 2005, ISBN 3-9809668-0-1.
- J. L. Lozán, H. Graßl, H.-W. Hubberten, P. Hupfer, L. Karbe, D. Piepenburg (Hrsg.): Warnsignale aus den Polarregionen: Wissenschaftliche Fakten. Wissenschaftliche Auswertungen, Hamburg 2006, ISBN 3-9809668-1-X.
- J. L. Lozán, H. Graßl, G. Jendritzky, L. Karbe, K. Reise (Hrsg.): Warnsignal Klima: Gesundheitsrisiken: Gefahren für Pflanzen, Tiere und Menschen. Wissenschaftliche Auswertungen, Hamburg 2008, ISBN 3-9809668-4-4.
- J. L. Lozán, H. Graßl, L. Karbe, K. Reise (Hrsg.): Warnsignal Klima: Die Meere – Änderungen & Risiken. Wissenschaftliche Auswertungen, Hamburg 2011, ISBN 3-9809668-5-2.
- J. L. Lozán, H. Graßl, D. Piepenburg, D. Notz (Hrsg.): Warnsignal Klima: Die Polarregionen; Gebiete höchster Empfindlichkeit mit weltweiter Wirkung. Wissenschaftliche Auswertungen, Hamburg 2014, 376 p., ISBN 978-3-9809668-6-3.
- J. L. Lozán, H. Graßl, D. Kasang. D. Notz, H. Escher-Vetter (Hrsg.): Warnsignal Klima: Das Eis der Erde, Wissenschaftliche Auswertungen, Hamburg 2015, 300 p., ISBN 978-3-9809668-8-7.
- J. L. Lozán, S.-W. Breckle, R. Müller, E. Rachor (Hrsg.): Warnsignal Klima: Die Biodiversität, Wissenschaftliche Auswertungen, Hamburg 2016, 352 p., ISBN 978-3-9809668-1-8.
- J. L. Lozán, S.-W. Breckle, H. Graßl, D. Kasang, R. Weisse (Hrsg.): Warnsignal Klima: Extremereignisse, Wissenschaftliche Auswertungen, Hamburg 2018, 384 p., ISBN 978-3-9820067-0-3.
- J. L. Lozán, S.-W. Breckle, H. Graßl, W. Kuttler, A. Matzarakis (Hrsg.): Warnsignal Klima: Die Städte, Wissenschaftliche Auswertungen, Hamburg 2019, 304 p., ISBN 978-3-9820067-2-7.
- J. L. Lozán, S.-W. Breckle, H. Escher-Vetter, H. Graßl, D. Kasang, F. Paul, U. Schickhoff (Hrsg.): Warnsignal Klima: Hochgebirge im Wandel. Wissenschaftliche Auswertungen, Hamburg 2020, 384 p., ISBN 978-3-9820067-3-4.